# Font de la Taverneta
La Font de la Taverneta és una font del terme municipal de Sarroca de Bellera (antic terme ribagorçà de Benés, del Pallars Jussà, dins del territori del poble de Castellvell de Bellera.
Està situada a 1.537 m d'altitud, al sud-oest de Castellvell de Bellera, al vessant sud-oest del Tossal del Portell. Queda al nord del Tossal de Batllo i al nord-oest del Tossal de la Doïl, al sud del Bosc de Castellvell.